# Степан Комар
Степан Комар (13 серпня 1889, Долиняни, Рогатинський повіт, Королівство Галичини та Володимирії — 18 листопада 1964, Львів, УРСР) — священник Української греко-католицької церкви, громадський діяч, капелан УГА, в'язень радянських концтаборів.

## Біографія
Народився 13 серпня 1889 року в селі Долиняни Рогатинського повіту в селянській сім'ї Наума Комара і його дружини Анни з роду Юцишин[неавторитетне джерело]. Навчався у Львівській духовній семінарії та на факультетах права і теології Віденського університету (1914). Висвячений на священника 1916 року. В'язень австрійського концтабору Талергоф за підозрою у москвофільстві. Капелан УГА, громадський діяч. Служив на парафіях в селах Ценів (1921–1930), де був одним із організаторів споживчої кооперативи «Єдність» та читальні «Просвіти», яку очолив. У 1930–1944 роках служив у селі Милошевичі.
За відмову перейти на московське православ'я висланий до Караганди (1945), а відтак Комі АРСР. Повернувся до Львова у 1954 році, душпастир катакомбної УГКЦ, помер у Львові 18 листопада 1964 року. Чин похорону відслужив підпільний єпископ В. Величковський; похований у Львові на Личаківському кладовищі.
Існують спогади про Степана Комара, написані Іваном Слободяном (його внуком), а також згадки про його священниче служіння у селі Ценів.
У Центральному державному історичному архіві України, м. Львів, у фонді «Греко-католицька митрополича консисторія» під № 426 є особова справа Степана Комара.